# Basili d'Ancira
|  | No s'ha de confondre amb Sant Basili d'Ancira. |

Basili d'Ancira (en llatí Basilius, en grec antic Βασίλιος o Βασιλείος) va ser bisbe d'Ancira (Ancyra, actual Ankara) de l'any 336 al 360.
Originàriament era metge. L'any 336 va ser elegit bisbe, amb el suport dels eusebians, substituint a Marcel que era sabel·lià. Va ser un dels caps més influents dels semiarrians i va fundar una secta que va rebre el nom de basiliana. L'any 347 va ser deposat i restituït Marcel pel concili de Sàrdica, van excomunicar Basili, però va tenir el suport de Constanci II que li va retornar el càrrec. El seu opositor va ser Acaci, que per la influència que tenia va aconseguir que deposessin a Basili altre cop al Concili de Constantinoble celebrat l'any 360, que el va condemnar a exiliar-se a Il·líria. Va exercir la medicina i va escriure dos llibres que s'han perdut: un contra el seu predecessor Marcel i l'altre sobre la virginitat.